# 弗魯特維爾鎮區 (北卡羅萊納州柯里塔克縣)
弗魯特維爾鎮區（英語：Fruitville Township）是位於美國北卡羅萊納州柯里塔克縣的一個鎮區。

## 地方資料
弗魯特維爾鎮區的面積為80.28平方千米，皆為陸地。根據2020年美國人口普查的數據，當地共有人口1652人，而人口密度為每平方千米20.58人。